# Palast von Ḫursagkalamma
Der Palast von Ḫursagkalamma ist ein im Hügel A des Fundortes Tell Ingharra (Irak), östlich von Kiš, freigelegtes Monumentalbauwerk des Frühdynastikums II und wurde etwa 2.600 v. Chr. errichtet. Der Palast, der nur zu Teilen erhalten ist, bestand aus drei Komplexen.
Der südliche Gebäudetrakt bestand aus mehreren Sälen, deren Decken z. T. von Säulen und Pfeilern gehalten wurden. Aus diesem Palastkomplex stammt auch der Fund der Einlegefiguren des so genannten Melkerfrieses.
Nördlich dieser Säle befindet sich der älteste Bauteil des Palastes, der wehrfähig mit dicken Mauern ausgestattet war. Im Westen schlossen sich magazinartige Räume, die ihrerseits um einen quadratischen Hof gruppiert waren, an.
Ein östlicher Komplex war mit turmbewehrten Mauern gesichert und besaß eine monumentale Toranlage.